# プカドン交響楽
『プカドン交響楽』（プカドンこうきょうがく、Toot, Whistle, Plunk and Boom）は、1953年11月10日に公開されたウォルト・ディズニー・プロダクション制作のアニメーション短編映画作品。公開は1953年11月10日。カラー、シネマスコープ。上映時間は10分。スペシャル・アニメの一作品である。

## あらすじ
オウル教授は生徒たちに「トゥート、ホイッスル、ブランク・アンド・ブーム」の歌を使い、楽器について説明する。人間が洞窟で暮らしていた時代から近代まで、すべての楽器はラッパ、口笛などを基にして作られ、やがて近代楽器へと発展していく。

## スタッフ
- 製作：ウォルト・ディズニー、ロイ・O・ディズニー
- 脚本：ディック・ヒューマー
- 音楽：ジョゼフ・デュビン
- 作画監督：マーク・デイビス
- 原画：ザビエル・アテンシオ、アート・スティーブンス、ジュリアス・スヴェンセン、ヘンリー・タナウス
- 美術監修：ケンドール・オコーナー
- 美術監督：ビクター・ハバウシュ
- 背景：アイベン・アール
- 色彩設計：トム・オレブ
- 監督：チャールズ・A・ニコルズ、ウォード・キンボール

## キャスト
- プロフェッサー・オウル：ビル・トンプソン

## 受賞歴
- 1953年 - 第26回アカデミー賞短編アニメ賞
- 1994年 - The 50 Greatest Cartoons　選定作品(第29位)